# Kraskovo
Kraskovo è una cittadina della Russia europea centrale, situata nella oblast' di Mosca; appartiene amministrativamente al rajon Ljubereckij.
Sorge nella parte centro-meridionale della oblast', pochi chilometri a sudest dei confini della città di Mosca.